# Protea rupestris
Protea rupestris är en tvåhjärtbladig växtart som beskrevs av R. E. Fries. Protea rupestris ingår i släktet Protea och familjen Proteaceae. Inga underarter finns listade i Catalogue of Life.